# David D. Phelps
David Dwain Phelps (Eldorado, 26 ottobre 1947) è un politico statunitense, membro della Camera dei Rappresentanti per lo stato dell'Illinois dal 1999 al 2003.

## Biografia
Nato ad Eldorado, dopo gli studi Phelps lavorò come insegnante e amministratore scolastico, per poi entrare in politica con il Partito Democratico.
Nel 1984 venne eletto all'interno della legislatura statale dell'Illinois, dove restò per quattordici anni. Nel 1998 si candidò alla Camera dei Rappresentanti per il seggio lasciato dal compagno di partito Glenn Poshard e riuscì a farsi eleggere, per poi essere riconfermato nel 2000. Nel 2002 la mappa congressuale dello stato dell'Illinois venne ridisegnata e il distretto di Phelps mutò composizione demografica; il deputato democratico si ripresentò nuovamente alle elezioni ma in una circoscrizione che comprendeva gran parte del territorio fino ad allora rappresentato dal repubblicano John Shimkus, contro il quale Phelps concorse per la rielezione. Alla fine Shimkus prevalse e Phelps lasciò il Congresso dopo soli due mandati.